# Grand Prix Francji 1976
Grand Prix Francji 1976 (oryg. Grand Prix de France) – ósma runda Mistrzostw Świata Formuły 1 w sezonie 1976, która odbyła się 4 lipca 1976, po raz czwarty na torze Circuit Paul Ricard.
62. Grand Prix Francji, 26. zaliczane do Mistrzostw Świata Formuły 1.

## Klasyfikacja
| Legenda oznaczeń w tabelach wyników Wyświetl szablon na nowej stronie | Legenda oznaczeń w tabelach wyników Wyświetl szablon na nowej stronie                                                                     |
| Oznaczenie                                                            | Wyjaśnienie |
| --------------------------------------------------------------------- | --- |
| Złoty                                                                 | Zwycięzca lub mistrzostwo |
| Srebrny                                                               | 2. miejsce lub wicemistrzostwo |
| Brązowy                                                               | 3. miejsce lub II wicemistrzostwo |
| Zielony                                                               | Ukończył, punktował (w klasyfikacji generalnej, gdy zdobył co najmniej jeden punkt na przestrzeni sezonu, poza trzema powyższymi opcjami) |
| Niebieski                                                             | Ukończył, nie punktował (w klasyfikacji generalnej, gdy nie zdobył co najmniej jednego punktu na przestrzeni sezonu)                      |
| Czerwony                                                              | Nie zakwalifikował się (NZ) |
| Czerwony                                                              | Nie prekwalifikował się (NPK) |
| Różowy                                                                | Nie ukończył (NU) |
| Różowy                                                                | Niesklasyfikowany (NS) (w klasyfikacji generalnej, gdy nie został sklasyfikowany w żadnym wyścigu sezonu)                                 |
| Czarny                                                                | Zdyskwalifikowany (DK) |
| Czarny                                                                | Wykluczony (WYK/EX) |
| Biały                                                                 | Nie wystartował (NW) |
| Biały                                                                 | Kontuzjowany (K/INJ) |
| Biały                                                                 | Wyścig odwołany (OD/C) |
| Bez koloru                                                            | Został wycofany (WYC/WD) |
| Bez koloru                                                            | Nie przybył (NP/DNA) |
| Bez koloru                                                            | Nie brał udziału w treningach (NT/DNP) |
| Bez koloru                                                            | Nie został zgłoszony (–) |
| Pogrubienie                                                           | Start z pole position |
| Kursywa                                                               | Najszybsze okrążenie wyścigu |
| †                                                                     | Nie ukończył, ale jego rezultat został zaliczony ze względu na przejechanie więcej niż 90% dystansu wyścigu.                              |
| *                                                                     | Sezon w trakcie |
| 1/2/3                                                                 | Punktowana pozycja w sprincie kwalifikacyjnym                                                                                             |
| Lista systemów punktacji Formuły 1                                    | |

Źródło: F1Ultra
| Poz. | No | Kierowca           | Konstruktor        | Okrążenia | Czas/powód NU    | Poz. start. | Punkty |
| ---- | -- | ------------------ | ------------------ | --------- | ---------------- | ----------- | ------ |
| 1    | 11 | James Hunt         | McLaren-Ford       | 54        | 1:40:58.60       | 1           | 9      |
| 2    | 4  | Patrick Depailler  | Tyrrell-Ford       | 54        | + 12.70          | 3           | 6      |
| 3    | 28 | John Watson        | Penske-Ford        | 54        | + 23.55          | 8           | 4      |
| 4    | 8  | Carlos Pace        | Brabham-Alfa Romeo | 54        | + 24.82          | 5           | 3      |
| 5    | 5  | Mario Andretti     | Lotus-Ford         | 54        | + 43.92          | 7           | 2      |
| 6    | 3  | Jody Scheckter     | Tyrrell-Ford       | 54        | + 55.07          | 9           | 1      |
| 7    | 34 | Hans Joachim Stuck | March-Ford         | 54        | + 1:21.55        | 17          |        |
| 8    | 16 | Tom Pryce          | Shadow-Ford        | 54        | + 1:30.67        | 16          |        |
| 9    | 35 | Arturo Merzario    | March-Ford         | 54        | + 1:53.57        | 20          |        |
| 10   | 20 | Jacky Ickx         | Wolf-Williams-Ford | 53        | + 1 okrążenie    | 19          |        |
| 11   | 7  | Carlos Reutemann   | Brabham-Alfa Romeo | 53        | + 1 okrążenie    | 10          |        |
| 12   | 17 | Jean-Pierre Jarier | Shadow-Ford        | 53        | + 1 okrążenie    | 15          |        |
| 13   | 21 | Michel Leclère     | Wolf-Williams-Ford | 53        | + 1 okrążenie    | 22          |        |
| 14   | 26 | Jacques Laffite    | Ligier-Matra       | 53        | + 1 okrążenie    | 13          |        |
| 15   | 12 | Jochen Mass        | McLaren-Ford       | 53        | + 1 okrążenie    | 14          |        |
| 16   | 18 | Brett Lunger       | Surtees-Ford       | 53        | + 1 okrążenie    | 23          |        |
| 17   | 25 | Guy Edwards        | Hesketh-Ford       | 53        | + 1 okrążenie    | 25          |        |
| 18   | 22 | Patrick Nève       | Ensign-Ford        | 53        | + 1 okrążenie    | 26          |        |
| 19   | 10 | Ronnie Peterson    | March-Ford         | 51        | Probl. z paliwem | 6           |        |
| NU   | 19 | Alan Jones         | Surtees-Ford       | 44        | Zawieszenie      | 18          |        |
| NU   | 9  | Vittorio Brambilla | March-Ford         | 28        | Ciśnienie oleju  | 11          |        |
| NU   | 30 | Emerson Fittipaldi | Fittipaldi-Ford    | 21        | Ciśnienie oleju  | 21          |        |
| NU   | 38 | Henri Pescarolo    | Surtees-Ford       | 19        | Zawieszenie      | 24          |        |
| NU   | 2  | Clay Regazzoni     | Ferrari            | 17        | Silnik           | 4           |        |
| NU   | 1  | Niki Lauda         | Ferrari            | 8         | Silnik           | 2           |        |
| NU   | 6  | Gunnar Nilsson     | Lotus-Ford         | 8         | Skrz. biegów     | 12          |        |
| NU   | 24 | Harald Ertl        | Hesketh-Ford       | 4         | Różne            | 29          |        |
| NZ   | 33 | Damien Magee       | Brabham-Ford       |           |                  |             |        |
| NZ   | 31 | Ingo Hoffmann      | Fittipaldi-Ford    |           |                  |             |        |
| NZ   | 32 | Loris Kessel       | Brabham-Ford       |           |                  |             |        |